# Ted Tinling
Cuthbert Collingwood "Ted" Tinling (Eastbourne, 23 de Junho de 1910 – 23 de Maio de 1990), as vezes conhecido como Teddy Tinling, foi um tenista, fashion designer, espião e escritor. Ele foi um organizador para o calendário do Tour por aproximadamente 60 anos.
Nascido em Eastbourne, o filho de James Alexander Tinling. Em 1923, sofria de asma, então seus pais o enviaram ele para a Riviera Francesa por ordens médicas, para jogar tênis, no Nice Tennis Club, no qual uma das estrelas treinava Suzanne Lenglen.

## Livros
- Tinling, Ted (1979). Love and Faults: Personalities Who Have Changed the History of Tennis. [S.l.]: Crown. ASIN B000RQF87C
- Tinling, Ted (1984). Tinling. [S.l.]: Sidgwick & Jackson. ISBN 0-283-98963-7